# Acaxtlahuacán de Albino Zertuche
Acaxtlahuacán de Albino Zertuche är en ort i Mexiko.   Den ligger i kommunen Albino Zertuche och delstaten Puebla, i den sydöstra delen av landet, 170 km söder om huvudstaden Mexico City. Acaxtlahuacán de Albino Zertuche ligger 1 267 meter över havet och antalet invånare är 1 707.
Terrängen runt Acaxtlahuacán de Albino Zertuche är kuperad, och sluttar norrut. Runt Acaxtlahuacán de Albino Zertuche är det ganska tätbefolkat, med 60 invånare per kvadratkilometer. Närmaste större samhälle är Tulcingo de Valle, 11,0 km öster om Acaxtlahuacán de Albino Zertuche. I omgivningarna runt Acaxtlahuacán de Albino Zertuche växer huvudsakligen savannskog.